# فاستر (دهانه)
فاستر یک دهانه برخوردی در ماه‌ است.

## دهانه‌های اقماری
این دهانه ۴ دهانه اقماری دارد.
| Foster | عرض جغرافیایی | طول جغرافیایی | قطر          |
| ------ | ------------- | ------------- | ------------ |
| H      | ۲۳.۲° N       | ۱۳۹.۶° W      | ۲۵.۰ کیلومتر |
| S      | ۲۲.۹° N       | ۱۴۳.۷° W      | ۳۶.۰ کیلومتر |
| L      | ۲۱.۰° N       | ۱۴۰.۵° W      | ۳۲.۰ کیلومتر |
| P      | ۲۰.۲° N       | ۱۴۳.۵° W      | ۳۶.۰ کیلومتر |